# Колумбийский национальный парк кофе
Parque del Café (кофейный парк) — тематический парк в департаменте Киндио, Колумбия, в 4 км к юго-западу от города Монтенегро и в 11 км к западу от столицы департамента Армении. Парк был основан Национальной федерацией производителей кофе Колумбии (исп. La Federación Nacional de Cafeteros de Colombia) и Департаментским комитетом производителей кофе Киндио (исп. El Comité Departamental de Cafeteros del Quindío) и открыт 24 февраля 1995 года. Он состоит из двух основных частей: у главного входа находятся здания, в которых находится музей и выставки, рассказывающие об истории, культуре и процессах выращивания и производства кофе в регионе; а в долине находится парк развлечений с аттракционами и шоу. Эти две зоны соединены двумя гондольными подъёмниками и кресельной канатной дорогой: также можно пройти между двумя районами по экологической тропе, которая проходит через плантации многих разновидностей кофейных кустов.
Помимо аттракционов, парк также предлагает другие аттракционы, такие как шоу аниматроники, глобальный кофейный сад, продуктовые кофейные ларьки в стиле традиционной колумбийской архитектуры. В 2009 году парк принял пятимиллионного посетителя и стал одной из главных туристических достопримечательностей Колумбии: в 2017 году его посетили более миллиона человек.

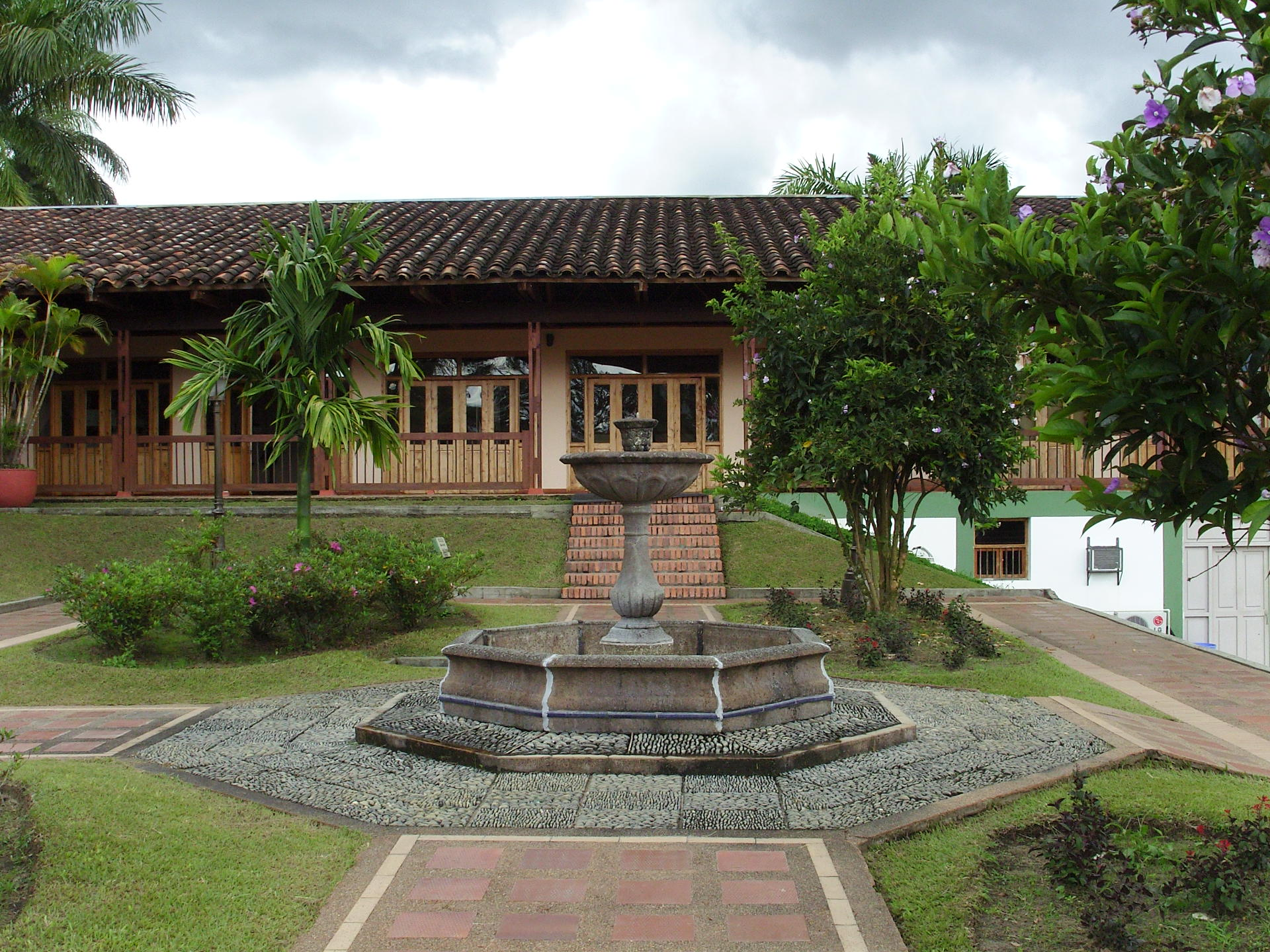
Национальный парк кофе

## История
Идея создания музея кофе возникла после того, как Диего Аранго Мора и его жена Маргарита посетили Музей сахара в соседнем департаменте Валье-дель-Каука. Маргарита отметила, что если в стране есть музей, посвящённый сахару, то в нём также должен быть музей, посвящённый самому известному экспортному продукту Колумбии. Аранго, член ведомственного комитета производителей кофе Киндио, согласился и связался с Хорхе Карденасом Гутьерресом, главой Национальной федерации производителей кофе Колумбии, который также поддержал эту идею. Когда в 1982 году Аранго был избран председателем Национального конгресса производителей кофе, он предложил создать музей, но секретарь Конгресса сказал ему, что у него нет кворума для принятия этого предложения.
В последующие годы Аранго продолжал работать над созданием музея, несмотря на отсутствие финансовой поддержки со стороны банков, не желающих ссужать деньги для предприятия, которое они считали неприбыльным, и противодействие со стороны делегатов из трёх других департаментов Колумбии, которые лоббировали, чтобы музей был построен в их департаментах, а также из других городов в пределах самого департамента Киндио, которые возражали против выбора Аранго Монтенегро в качестве планируемого места для музея.
Наконец, музей был построен и открыт 24 февраля 1995 года, и в первый год его существования он привлёк 250 000 посетителей. Тем не менее, опросы посетителей показали, что в основном парком наслаждались люди в возрасте 40 лет, в то время как более молодые посетители и дети указали, что не вернутся. Аранго решил добавить в музей парк развлечений, чтобы привлечь молодёжь. Первыми аттракционами были гондольный подъёмник и паровая железная дорога, за которыми последовали американские горки и другие аттракционы.

## Кофейный парк и экспонаты
Местная культура
- Интерактивный музей кофе
- Кофейное шоу — история и культура региона, рассказанная с помощью музыки и танцев
- Традиционный загородный дом
- Площадь типичного киндианского городка с традиционной архитектурой
- Кладбище коренных племен
- Смотровая башня высотой 18 метров, построенная из гуадуа[англ.]

Экология
- Кофейный сад (экологическая тропа)
- Бамбуковый лес
- Конные прогулки

## Парк аттракционов
По состоянию на 2018 год в парке развлечений 27 аттракционов. К ним относятся три американские горки:
- «Montaña Rusa[англ.]», широко известная как «La Broca» (ранее «Zambezi Zinger», перенесённая из парка развлечений «Worlds of Fun[англ.]» в Канзас-Сити, штат Миссури и открытая в 1999 году), длиной 1050 метров является самой длинной американской горкой в Колумбии[7];
- «Krater», американские горки Euro-Fighter[англ.], спроектированные Айроном Шарком от компании Gerstlauer[англ.], длиной 380 метров и перепадом высоты 30 метров, которые открылись 24 февраля 2015 года, что совпало с 20-летием парка[8];
- «Yippe» («Джип»), американские горки длиной 550 метров, построенные в Германии, которые открылись 23 марта 2018 года, название и дизайн которых были вдохновлены колумбийской культурой кофе и джипами Willys, которые традиционно использовались для транспортировки кофе[2].

Другие аттракционы включают в себя аттракционы свободного падения, бревенчатую лодку, колесо обозрения, бамперные лодки и бамперные автомобили (доджемы), картинг и традиционный поезд (с живой фольклорной музыкой на борту) и станцию.